# Twin Valley
Twin Valley és una població dels Estats Units a l'estat de Minnesota. Segons el cens del 2000 tenia 865 habitants.

## Demografia
Segons el cens del 2000, Twin Valley tenia 865 habitants, 360 habitatges, i 192 famílies. La densitat de població era de 379,5 habitants per km².
Dels 360 habitatges en un 24,4% hi vivien nens de menys de 18 anys, en un 42,5% hi vivien parelles casades, en un 9,2% dones solteres, i en un 46,4% no eren unitats familiars. En el 43,6% dels habitatges hi vivien persones soles el 30,3% de les quals corresponia a persones de 65 anys o més que vivien soles. El nombre mitjà de persones vivint en cada habitatge era de 2,11 i el nombre mitjà de persones que vivien en cada família era de 2,93.
Per edats la població es repartia de la següent manera: un 20,3% tenia menys de 18 anys, un 8,2% entre 18 i 24, un 18,4% entre 25 i 44, un 16,8% de 45 a 60 i un 36,3% 65 anys o més.
L'edat mediana era de 48 anys. Per cada 100 dones de 18 o més anys hi havia 79,9 homes.
La renda mediana per habitatge era de 23.083 $ i la renda mediana per família de 35.357 $. Els homes tenien una renda mediana de 27.955 $ mentre que les dones 19.205 $. La renda per capita de la població era de 13.865 $. Entorn del 8,4% de les famílies i el 10,9% de la població estaven per davall del llindar de pobresa.

## Poblacions més properes
El següent diagrama mostra les poblacions més properes.